# Вовча (притока Самари)
Во́вча — річка в Донецькій та Дніпропетровській областях, ліва притока Самари (лівої притоки Дніпра).

## Опис
Довжина 323 км (або 336 км), площа басейну 13 300 км². Басейн Вовчої становить більшу частину загального водозбору Самари.
Витоки цієї річки знаходяться між селами Прогрес і Вовче у Покровському районі Донецької області. В Прогресі річці встановлено пам'ятник у вигляді сірої вовчиці з двома дитинчатами на постаменті. Тут річка має вид невеликого струмочка до 0,5 м завширшки та 10—15 см завглибшки. Далі вона утворює численні плеса, поверхня яких улітку покрита ряскою, а береги заростають високою і густою порослю очерету. У літню пору перекати між плесами часто пересихають. Аналогічне спостерігається на більшості приток Вовчої, у заплаві яких існують численні озера. Їхній природний вигляд порушується лише в місцях спорудження гребель. На Вовчій такими місцями є ділянки, на яких утворені Карлівське і Курахівське водосховища. Нижче їх річище Вовчої оживає лише навесні; улітку ж від нього спочатку залишаються плеса, наповнені водою, що до середини літа пересихають.
Лише за межами Донецької області Вовча перетворюється в річку з постійною течією; глибина її в окремих місцях перевищує 2 м, а ширина — 20—30 м. Вовча має досить велику ліву притоку — річку Верхню Терсу. Її довжина — 107 км. Нижче с. Василівка долина Вовчої звужується, береги покриті кам'янистими породами. Після прийняття у своє річище вод Вовчої (поблизу м. Павлоград) Самара стає повноводною річкою.
Вовча є найбільшою і найдовшою притокою Самари. До середини 60-х років 20 століття була судноплавною. Зараз в основному використовується для зрошення. Перед Павлоградом на річці розташований Олексіївський ліс, де ростуть дуби та сосни, а біля гирла річки — Самарський ліс.
У річку впадає 497 малих річок й струмків (включаючи 435 з довжиною менше ніж 10 км). Сумарна довжина приток — 2560 км (у тому числі струмків менше ніж 10 км — 1046 км). Густота річної сітки — 0,22 довжини річок на км² площі сточища.
На Вовчій розташовані Карлівське водосховище і Курахівське водосховище.

## Назва

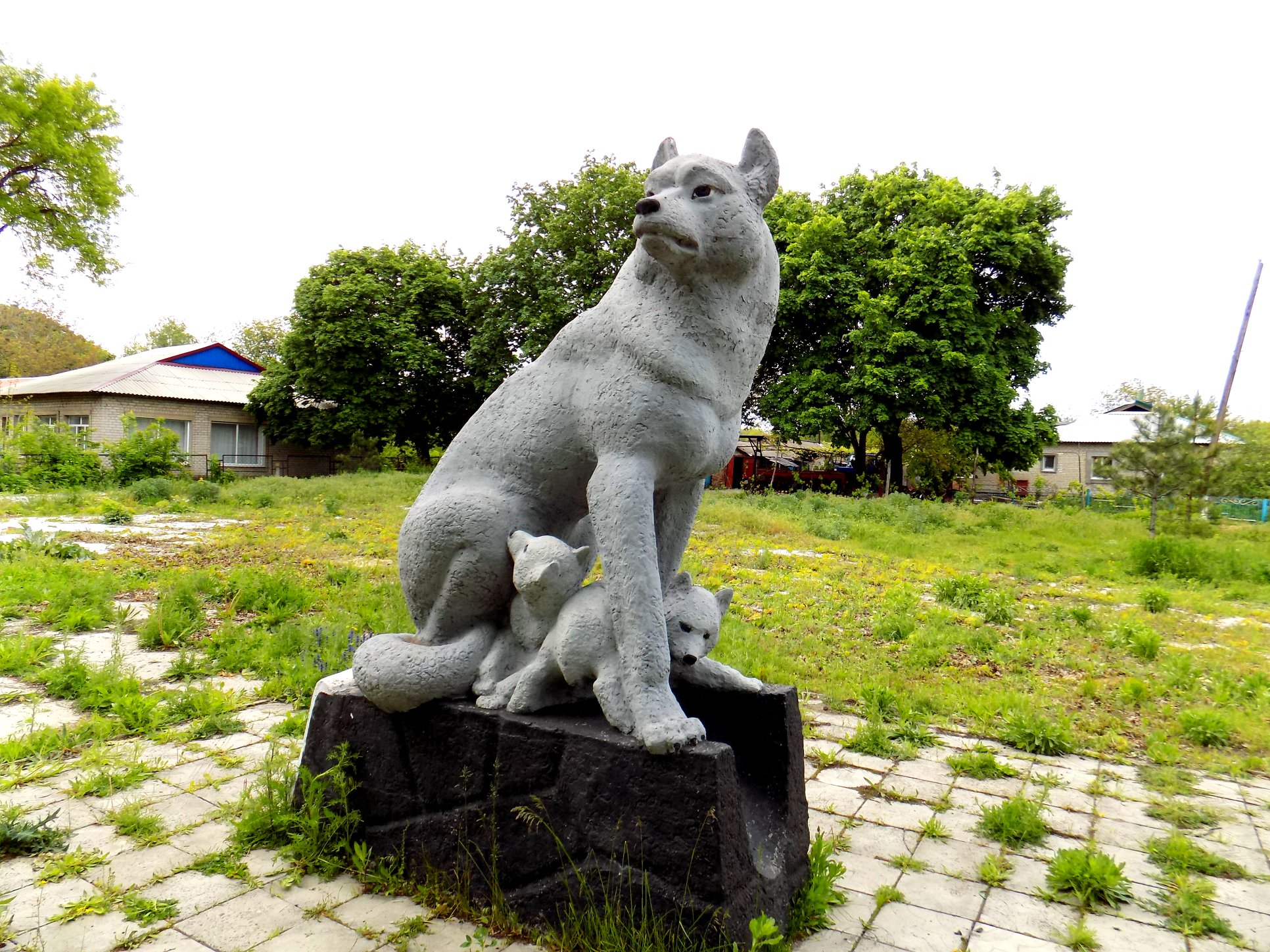
Пам'ятник річці Вовча в селі Прогрес

Свою назву вона дістала не тому, що в її заплаві водилося багато вовків, як це іноді пояснюють, а тому, що місцеві жителі цією назвою зобразили якість води в річці, яка непридатна не тільки для пиття чи приготування їжі, а й для поливання городини.
Існує полемічна (не є загальновизнаною) точка зору щодо правомірності застосування назви Самара до ділянки від упадання Вовчі до гирла. З погляду гідрології заведено вважати, що менш повноводні річки (припливи) впадають у більш повноводні. Ситуація така, що в місці злиття Самари та Вовчої витрата води у Вовчій перевищує витрату води в Самарі. У такий спосіб Вовча більш повноводна, у зв'язку з чим можна вважати, що не Вовча впадає в Самару, а Самара у Вовчу, котра, своєю чергою, далі впадає в Дніпро.

## Притоки

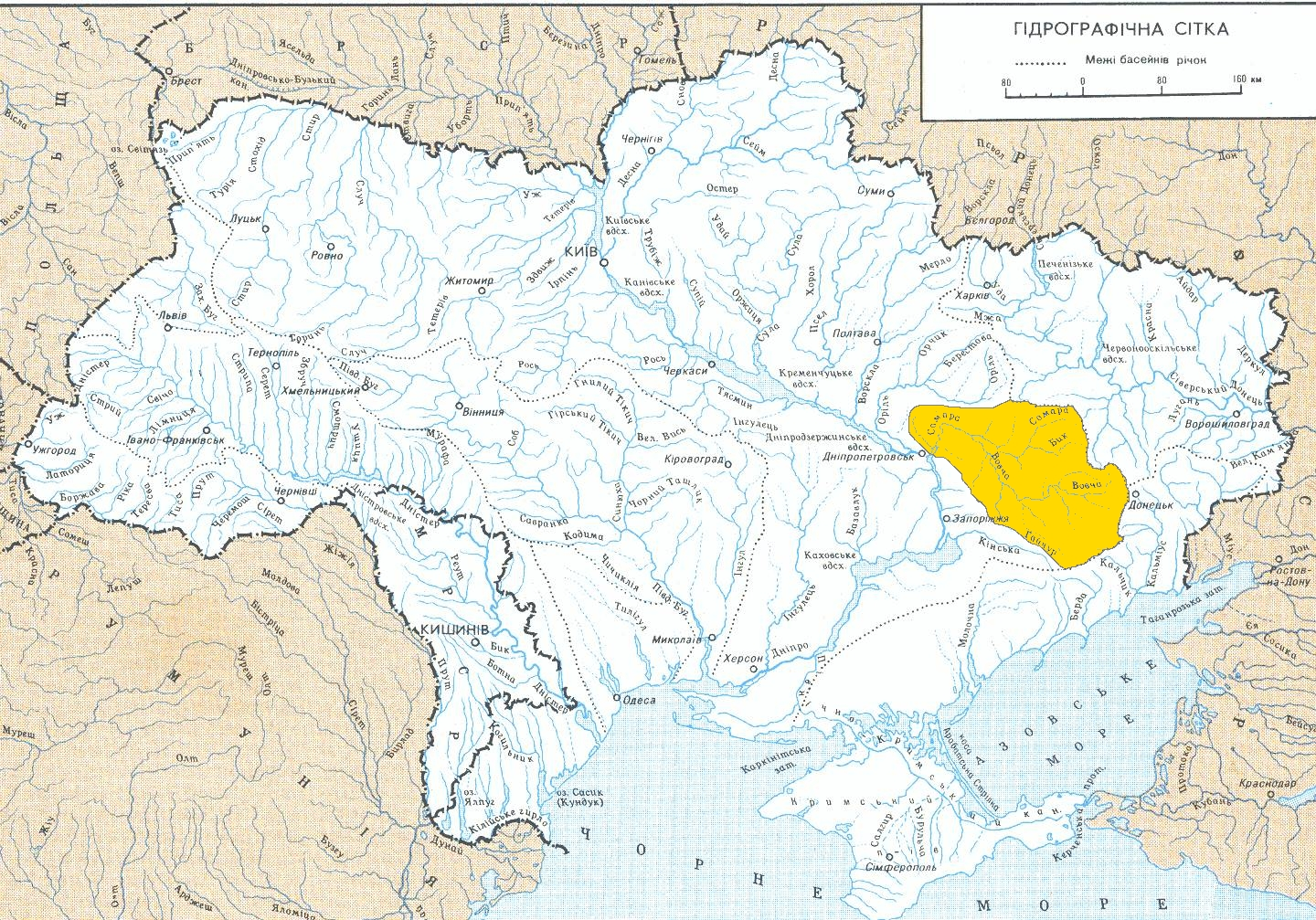
Сточище річки Самара на гідрографічній мапі України

Найбільші притоки Вовчої: Гайчур (134 км), Мокрі Яли (121 км) та Верхня Терса (107 км).

### Праві
Солоненька, Солона, Кам'янка, Мечетна, Балка Петрикова, Балка Журавлина

### Ліві
Дурна, Водяна, Лозова, Осикова, Сухі Яли, Мокрі Яли, Ворона, Гайчур, Верхня Терса, Кислякова, Березнюватка, Балка Журавлина.

## Населені пункти над Вовчою
- Міста Курахівка, Курахове і Павлоград
- Селище: Зоряне, Вовченка, Покровське і Васильківка
- Великі села: Дачне, Андріївка, Костянтинопіль, Багатир, Олексіївка, Іванівка, Іскра, Великомихайлівка, Олександрівка, Катеринівка, Романки, Григорівка, Дебальцеве, Великоолександрівка, Троїцьке і Межиріч.

## Маршрут проходження річки
Маршрут по річках Самарі та Вовчої (туди — проти плину обох річок до міста Павлограда і назад) має довжину 260 км. До села Всесвятське можна пройти по обох річках на веслових човнах, вище села — рекомендується йти на байдарках. Маршрут можна пройти за 14 днів:
1. Місто Дніпро — Новоселівка, 22 км. Маршрут починається в місті Дніпрі з однієї з водяних станцій у районі парку ім. Шевченка. На ділянці до села Андріївка треба випливати по бакенах. Минувши (при русі вниз по Дніпру) Монастирський острів, і пройшовши між островами Шевським і Безіменним, необхідно ввійти в гирло річки Самара, по якій необхідно рухатися проти плину (нагору). Далі маршрут проходить під автомобільним і залізничним мостами через Самару і виходить у Самарську затоку. Пропливши повз острів Зелений, варто дотримуватися лівої сторони й через одну-дві години знову зайти в Самару (вхід у неї позначений двома бакенами). Праворуч по ходу залишається село Новоселівка.
2. Новоселівка — Орлівщина, 19 км. На маршруті багато несподіваних поворотів, тому необхідно стежити за береговими знаками — через дві години ходу — Новомосковськ. На привал рекомендується стати біля водяної станції в міському парку. За 3 км від Новомосковська село Воронівка. Упритул до села підходить ліс з невеликими озерами, старицями. Далі береги річки покриті гаями, килимом лісових квітів. Через 2-2,5 години ходу — Орлівщина, зона відпочинку.
3. Орлівщина — Івано-Михайлівка, 26 км. Вище Орлівщини — зручні для ночівлі місця в сосновому лісі. Далі на маршруті села Хащове і Вільне. Минувши їх, туристи прибувають у село Івано-Михайлівку.
4. Івано-Михайлівка — Василівка, 20 км. Далі необхідно пливти серединою річки. Береги покриті дубовими гаями. Андріївка — село в годині шляху від Івано-Михайлівки, у районі села низький міст — необхідна проводка човнів. Село Всесвятське на правому березі Самари. Тут дубняк поступається місцем сосновим гаям. Правий берег стрімчастий, круті повороти, є мілини, корча. Не доходячи до села Василівка мається ділянка, де річка влітку пересихає, і човни треба перетаскувати волоком протягом 1 — 1.51.5 км.
5. Василівка — гирло річки Вовча — Межирічи, 21 км. За селом Василівка — водяний млин. Через кілька кілометрів річка міліє, дно кам'янисте, невеликі пороги, ширина річки усього 3—4 м. Далі річка стає ширше і глибше. У районі села Кочережки біля моста знову мілини та корча. У 3—4 км вище села на лівому березі — піонерський табір. За пів кілометра звідси Самара зливається з річкою Вовчої. Входимо у Вовчу і далі, за мостом через Вовчу, відкриваються зручні місця для привалу. Через 2—3 години шляху з'являється т. зв. «жіноче коліно» — крутий вигин річки. Недалеко село В'язівок, де росте 300-літній дуб, діаметр якого дорівнює 2 м. Через 9—10 км нагору по Вовчій необхідно перенести човен берегом в районі греблі та водяного млина. У селі Межирічи зручні місця для привалу.
6. Межирічи — Павлоград, 22 км. Це остання ділянка першої половини маршруту. У трьох-чотирьох годинах ходу — місто Павлоград. Від Павлограда варто пройти нагору по Вовчій до Олексіївського лісу для тривалого відпочинку перед зворотною дорогою. У басейні річок Вовчої та її припливу Кам'янки розташований великий лісовий масив Дніпровщини — Дібрівський ліс. Сюди можна пройти на легких човнах і байдарках, але на шляху нагору від Павлограда багато перешкод, для подолання яких човен потрібно тягти волоком.
7—14. Павлоград — Дніпро, 130 км. Зворотний шлях до Дніпра вниз за течією можна пройти за 6 днів.

## Сучасний стан
До 2001 року на Вовчій в районі Павлограда були природні плеса, і глибина річки сягала шести метрів. За 10 років ситуація значно погіршилася. Коли Васильківська ГЕС була збудована, рівень води в річці впав на два метри. Виникла й інша проблема: у районі сіл В'язівок і Кочережки був природний поріг скельних порід, який підтримував певний рівень води в річці. Але його зруйнували, бо він заважав скиданню паводкових вод. Після того, як річка різко обміліла, в її околицях зникли гніздування птахів, у тому числі й занесених до Червоної книги України, стало менше риби та тварин.
Протягом 2011 року річка Вовча отримала багато уваги й вливання грошових коштів в її оздоровлення. Завдяки цьому минулої осені розчищено річище річки на 730-метровому відрізку між автомобільним і пішохідним мостами (на фото). Таким чином, перший етап проєкту «Відновлення гідрологічного режиму річки Вовча в центральній частині Павлограда Дніпропетровської області» завершився в жовтні минулого року.
Після проведених маніпуляцій у багатьох навіть виникла ілюзія, ніби річка стала більш повноводною. Проте це лише обман зору. Додати річці реальної глибини зможе лише будівництво двох дамб в Межіречах, передбачених у другому етапі проєкту. Згідно з планом, саме з появою переливної дамби в Межиріччі, рівень води у Вовчій підніметься приблизно на півтора метра. Також має покращитися санітарний стан річки, а ризик її зневоднення — значно знизитися.

## Фотографії

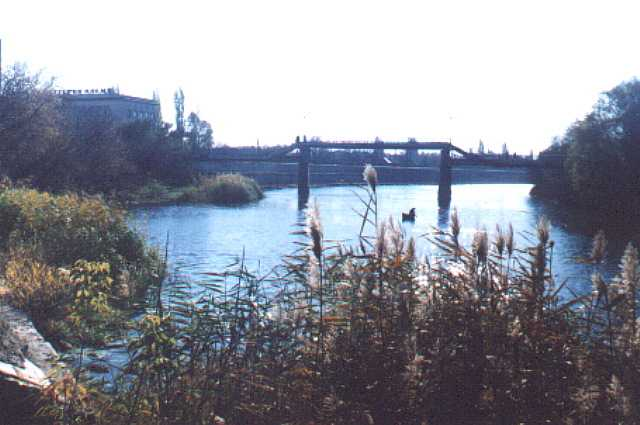
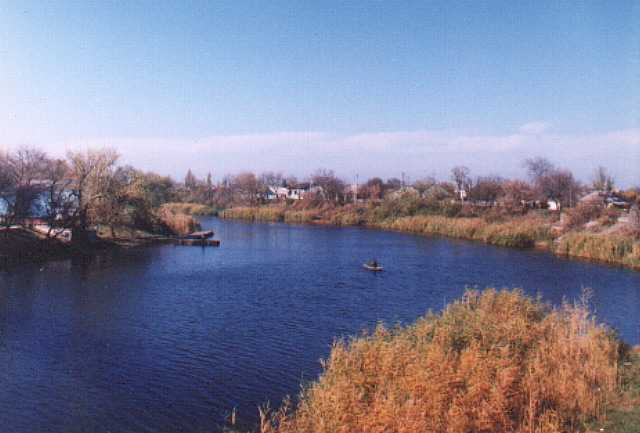
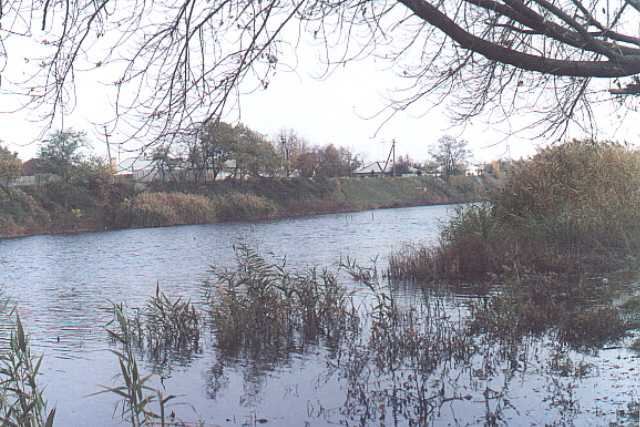